# Älmeshultasjön
Älmeshultasjön är en sjö i Nässjö kommun i Småland och ingår i Motala ströms huvudavrinningsområde. Sjön är 16 meter djup, har en yta på 0,678 kvadratkilometer och befinner sig 229,1 meter över havet.

## Delavrinningsområde
Älmeshultasjön ingår i det delavrinningsområde (640433-144207) som SMHI kallar för Utloppet av Flisbysjön. Medelhöjden är 240 meter över havet och ytan är 24,67 kvadratkilometer. Räknas de 7 delavrinningsområdena uppströms in blir den ackumulerade arean 190,27 kvadratkilometer. Svartån som avvattnar avrinningsområdet har biflödesordning 2, vilket innebär att vattnet flödar genom totalt 2 vattendrag innan det når havet efter 210 kilometer. Delavrinningsområdet består mestadels av skog (54 %) och jordbruk (21 %). Avrinningsområdet har 3,27 kvadratkilometer vattenytor vilket ger det en sjöprocent på 13,3 %.